# Iérik
Iérik - Ерик (rus) és un possiólok del krai de Krasnodar, a Rússia. Es troba als vessants septentrionals del Caucas occidental, a la vora esquerra del riu Pxekha, a 14 km al nord d'Apxeronsk i a 75 km al sud-est de Krasnodar.
Pertany a l'stanitsa de Kubànskaia.